# 多主体优化系统
多主体优化系统 (multiagent optimization system, MAOS) 是一种基于混合多主体系统和群集智能的优化系统。它已经被用来求解数值优化和组合优化问题，如旅行商问题、图着色问题、背包问题等。